# Орловский округ
Орло́вский о́круг — административно-территориальная единица, входившая в состав Центрально-Чернозёмной области РСФСР в 1928—1930 гг. Административным центром округа был город Орёл.

## История
14 мая 1928 года ВЦИК и СНК РСФСР приняли постановление об образовании на территории бывших Воронежской, Курской, Орловской и Тамбовской губерний Центрально-Чернозёмной области (ЦЧО) с центром в городе Воронеже.
16 июля 1928 года был определен состав округов ЦЧО, а 30 июля 1928 года — сеть районов. Всего было создано 11 округов и 178 районов. В числе прочих, в составе Центрально-Чернозёмной области был образован Орловский округ.
В 1930 году существование округов было признано нецелесообразным и 23 июля 1930 года по постановлению ЦИК и СНК СССР окружное деление было упразднено. Орловский округ был ликвидирован, входившие в него районы, а также город Орёл как самостоятельная административная единица, стали подчиняться непосредственно областному центру ЦЧО.
Бо́льшая часть районов, образованных в составе Орловского округа (включая территорию упразднённых впоследствии районов), входит в современную Орловскую область.

## Состав округа
- Болховский район
- Верховский район
- Глодневский район (17 июня 1929 года передан в состав Брянского округа Западной области)
- Дмитровский район
- Дросковский район
- Корсаковский район
- Кромской район
- Малоархангельский район
- Моховской район
- Мценский район
- Новосильский район
- Орловский район
- Свердловский район
- Сосковский район
- Троснянский район
- Узкинский район (5 августа 1929 года переименован в Знаменский район)
- Урицкий район